# Тарпон атлантичний
Тарпон атлантичний (Megalops atlanticus) — вид променеперих риб родини тарпонових (Megalopidae).

## Поширення
Він поширений в Атлантичному океані, переважно, в тропічних і субтропічних регіонах, хоча трапляється північніше аж до Нової Шотландії та атлантичного узбережжя південної Франції, і на південь до Аргентини. Він перетнув Панамський канал і був спійманий на острові Койба в Тихому океані. Велика популяція тарпонів знаходиться в річці Сан-Хуан і на озері Нікарагуа . Мешкає серед рифів та вздовж узбережжя на глибині до 40 м.

## Опис
Риба може виростати до 2,5 м завдовжки, а максимальна вага становила 161 кг. Тарпон здатний наповнювати свій плавальний міхур повітрям і використовувати його як примітивні легені. Це дає йому перевагу, коли рівень кисню у воді низький. Він зеленуватий або блакитний зверху і сріблястий з боків. Великий рот повернутий догори, а нижня щелепа містить витягнуту кісткову пластинку. Останній промінь спинного плавця набагато довший за інші, доходить майже до хвоста.